# 남원 덕음암 석불좌상
남원 덕음암 석불좌상(南原 德蔭庵 石佛坐象)은 대한민국 전북특별자치도 남원시에 있는 석불이다. 1984년 4월 1일 전라북도의 문화재자료 제64호로 지정되었다.

## 참고 자료
- 덕음암석불좌상 - 국가유산청 국가유산포털